# Іяї Атімвен
Іяї Атімвен (англ. Iyayi Atiemwen, нар. 24 січня 1996) — нігерійський футболіст, півзахисник клубу «Динамо» (Загреб). На умовах оренди грає за клуб «Гориця».
Виступав, зокрема, за клуб «Манісаспор».

## Ігрова кар'єра
Народився 24 січня 1996 року. Вихованець футбольної школи клубу «Бендел Іншуренс». На початку 2016 року став гравцем клубк другого за силою дивізіону Туреччини «Кайсері Ерджієсспор», в якому до кінця року взяв участь у 5 матчах чемпіонату. 
Влітку 2016 року став гравцем вищолігового турецького клубу «Чайкур Різеспор», але закріпитись в ньому не зумів, через що здавався в оренду в нижчолігові турецькі клуби «Шанлиурфаспор» та «Манісаспор».
На початку 2018 року перейшов у клуб другої ліги Хорватії «Гориця», якому в тому ж році допоміг зайняти перше місце та вийти до вищого дивізіону країни. У новому сезоні команда виявилась виявилися сенсацією вищої ліги, закінчивши турнір на 5 місці і поступившись лише 3 очками четвертому місцю, яке давало право виступати в Лізі Європи. Одним з ключових гравців команди був Атімвен, який у першій половині сезону забив 17 голів у 7 матчах та віддав 4 передачі. У голосуванні за найкращого гравця ліги 2018 року він посів 3 місце,  поступившись лише Дані Ольмо з «Динамо» (Загреб) та Еберу з «Рієки».
22 січня 2019 року за 3 млн. євро нігерієць перейшов у «Динамо» (Загреб). Цей трансфер став рекордним для «Гориці». У тому ж році Іяї виграв з клубом чемпіонат та суперкубок Хорватії. Станом на 23 жовтня 2019 року відіграв за «динамівців» 18 матчів в національному чемпіонаті.

## Статистика виступів

### Статистика клубних виступів
| Сезон              | Команда               | Чемпіонат          | Чемпіонат | Чемпіонат | Національний кубок | Національний кубок | Національний кубок | Континентальні кубки | Континентальні кубки | Континентальні кубки | Інші змагання | Інші змагання | Інші змагання | Усього | Усього | Усього |
| Сезон              | Команда               | Ліга               | Ігор      | Голів     | Ліга               | Ігор               | Голів              | Ліга                 | Ігор                 | Голів                | Ліга          | Ігор          | Голів         | Ігор   | Голів  |        |
| ------------------ | --------------------- | ------------------ | --------- | --------- | ------------------ | ------------------ | ------------------ | -------------------- | -------------------- | -------------------- | ------------- | ------------- | ------------- | ------ | ------ | ------ |
| 2015–16            | «Кайсері Ерджієсспор» | 1Л (ІІ)            | 5         | 2         | КТ                 | 0                  | 0                  |                      | -                    | -                    |               | -             | -             | 5      | 2      |        |
| 2016–17            | «Чайкур Різеспор»     | СЛ                 | 4         | 1         | КТ                 | 3                  | 1                  |                      | -                    | -                    |               | -             | -             | 7      | 2      |        |
| 2016–17            | «Шанлиурфаспор»       | 1Л (ІІ)            | 8         | 1         | КТ                 | 2                  | 0                  |                      | -                    | -                    |               | -             | -             | 10     | 1      |        |
| 2017–18            | «Манісаспор»          | 1Л (ІІ)            | 14        | 1         | КТ                 | 2                  | 0                  |                      | -                    | -                    |               | -             | -             | 16     | 1      |        |
| 2017–18            | «Гориця»              | 2Л (ІІ)            | 13        | 5         | КХ                 | 0                  | 0                  |                      | -                    | -                    |               | -             | -             | 13     | 5      |        |
| 2018–19            | «Гориця»              | 1Л                 | 17        | 7         | КХ                 | 0                  | 0                  |                      | -                    | -                    |               | -             | -             | 17     | 7      |        |
| Усього за «Горицю» | Усього за «Горицю»    | Усього за «Горицю» | 30        | 12        |                    | 0                  | 0                  |                      | -                    | -                    |               | -             | -             | 30     | 12     |        |
| 2018–19            | «Динамо» (Загреб)     | 1Л                 | 4         | 1         | КЧ                 | 0                  | 0                  | ЛЄ                   | 1                    | 0                    |               | -             | -             | 5      | 1      |        |
| Усього за кар'єру  | Усього за кар'єру     | Усього за кар'єру  | 65        | 18        |                    | 7                  | 1                  |                      | 1                    | 0                    |               | -             | -             | 73     | 19     |        |

## Титули і досягнення
- Чемпіон Хорватії (3):

«Динамо» (Загреб): 2010-11, 2018-19, 2020-21
- Володар Суперкубка Хорватії (1):

«Динамо» (Загреб): 2019
- Володар Кубка Хорватії (1):

«Динамо»: 2020-21
- Чемпіон Молдови (1):

«Шериф»: 2022-23
- Володар Кубка Молдови (1):

«Шериф»: 2022-23